# Flora Hofman
Flora Hofman (Sarajevo, 17 november 1911 - datum van overlijden onbekend) was een atleet uit Joegoslavië.
Op de Olympische Zomerspelen van Berlijn in 1936 nam Hofman voor Joegoslavië deel aan het onderdeel 100 meter sprint.